# Ништа нарочито
Ништа нарочито је хип хоп ЕП српског репера Блоковског. Објављен је 31. децембра 2012. године за дигитално преузимање, за независну хипхоп издавачку кућу Царски рез.
На ЕП-у се налази пет песама, учествовали су битмејкери Цоа, Ace и Астек, док је гитарске деонице у две песме свирао Vincent. Омот је радио Блоковски.

## Песме
| Бр. | Назив песме          | Гости | Продукција        | Трајање |
| --- | -------------------- | ----- | ----------------- | ------- |
| 1.  | Тамо вамо            |       | Цоа               | 02:57   |
| 2.  | Седми дан            |       | Астек, гитара Vincent    | 03:31   |
| 3.  | Вероисповест         |       | Ace, Куер и Vincent; гитара | 03:33   |
| 4.  | Зима, снег до колена |       |                   | 03:12   |
| 5.  | Понекад              |       | диџеј Даст        | 04:12   |